# Чемпионат мира по футболу 2010 (отборочный турнир)
Отборочные соревнования чемпионата мира по футболу 2010, финальный турнир которого состоялся в Южно-Африканской республике, проводились с августа 2008 года и по ноябрь 2009 года. Всего в отборе принимали участие 204 сборные (205, если учитывать сборную ЮАР, см. ниже), разделённые на 6 географических зон.

## Участники
Бруней, Лаос и Филиппины не подавали заявку на участие в турнире. Бутан, Гуам, Папуа-Новая Гвинея, Сан-Томе и Принсипи, ЦАР и Эритрея снялись с турнира после жеребьёвки, не проведя ни одной игры. Эфиопия была дисквалифицирована ФИФА после 4 матчей, их результаты были аннулированы. ЮАР автоматически получила путёвку как организатор, но принимала участие в отборочном турнире, так как в африканской зоне этот турнир одновременно является отборочным на Кубок африканских наций 2010.

## Вышли в финальный турнир

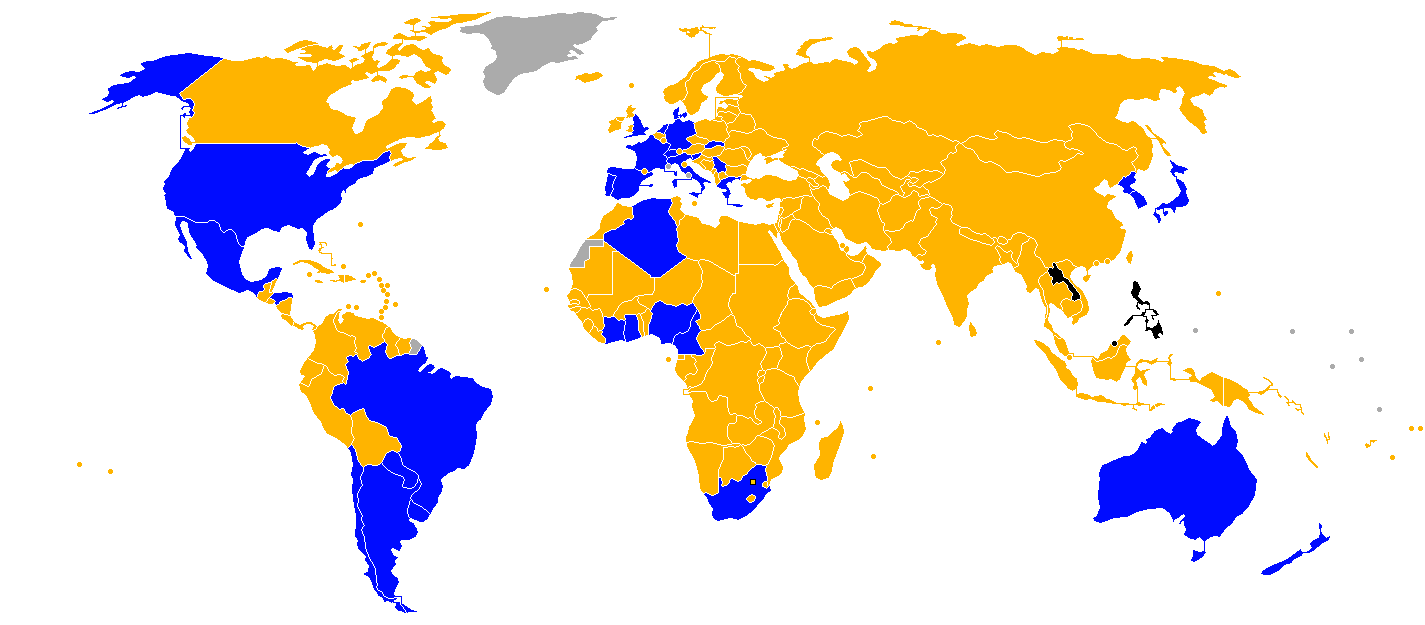

|  | Команда вышла в финальный турнир чемпионата мира |
|  | Команда не вышла в финальный турнир              |
|  | Страна не подавала заявку на участие в турнире   |
|  | Страна не состоит в ФИФА                         |

| Сборная          | Квалифицировалась как                        | Дата выхода в финальный турнир | Участие в финальном турнире | Подряд | В последний раз | Лучший результат                               | Место в рейтинге ФИФА на октябрь 2009 |
| ---------------- | -------------------------------------------- | ------------------------------ | --------------------------- | ------ | --------------- | ---------------------------------------------- | ------------------------------------- |
| ЮАР              | Организатор                                  | 15 мая 2004                    | 3                           | 1      | 2002            | Групповой турнир (1998, 2002)                  | 85                                    |
| Япония           | Азия, группа А, 2 место                      | 6 июня 2009                    | 4                           | 4      | 2006            | 1/8 финала (2002)                              | 40                                    |
| Австралия        | Азия, группа А, 1 место                      | 6 июня 2009                    | 3                           | 2      | 2006            | 1/8 финала (2006)                              | 24                                    |
| Республика Корея | Азия, группа B, 1 место                      | 6 июня 2009                    | 8                           | 7      | 2006            | 4 место (2002)                                 | 48                                    |
| Нидерланды       | Европа, группа 9, 1 место                    | 6 июня 2009                    | 9                           | 2      | 2006            | Финалист (1974, 1978)                          | 3                                     |
| КНДР             | Азия, группа B, 2 место                      | 17 июня 2009                   | 2                           | 1      | 1966            | 1/4 финала (1966)                              | 91                                    |
| Бразилия         | Южная Америка, 1 место                       | 5 сентября 2009                | 19                          | 19     | 2006            | Чемпион (1958, 1962, 1970, 1994, 2002)         | 1                                     |
| Гана             | Африка, группа D, 1 место                    | 6 сентября 2009                | 2                           | 2      | 2006            | 1/8 финала (2006)                              | 38                                    |
| Англия           | Европа, группа 6, 1 место                    | 9 сентября 2009                | 13                          | 4      | 2006            | Чемпион (1966)                                 | 7                                     |
| Испания          | Европа, группа 5, 1 место                    | 9 сентября 2009                | 13                          | 9      | 2006            | 4 место (1950)                                 | 2                                     |
| Парагвай         | Южная Америка, 3 место                       | 9 сентября 2009                | 8                           | 4      | 2006            | 1/8 финала (1986, 1998, 2002)                  | 21                                    |
| Кот-д’Ивуар      | Африка, группа E, 1 место                    | 10 октября 2009                | 2                           | 2      | 2006            | Групповой турнир (2006)                        | 19                                    |
| Германия         | Европа, группа 4, 1 место                    | 10 октября 2009                | 17                          | 15     | 2006            | Чемпион (1954, 1974, 1990)                     | 5                                     |
| Дания            | Европа, группа 1, 1 место                    | 10 октября 2009                | 4                           | 1      | 2002            | 1/4 финала (1998)                              | 27                                    |
| Сербия1          | Европа, группа 7, 1 место                    | 10 октября 2009                | 1(11)                       | 1(2)   | (2006)          | (1/2 финала (19302), 4 место (1962)) или дебют | 20                                    |
| Италия           | Европа, группа 8, 1 место                    | 10 октября 2009                | 17                          | 13     | 2006            | Чемпион (1934, 1938, 1982, 2006)               | 4                                     |
| США              | Северная Америка, 1 место                    | 10 октября 2009                | 9                           | 6      | 2006            | 1/2 финала (19302)                             | 11                                    |
| Мексика          | Северная Америка, 2 место                    | 10 октября 2009                | 14                          | 5      | 2006            | 1/4 финала (1970, 1986)                        | 18                                    |
| Чили             | Южная Америка, 2 место                       | 10 октября 2009                | 8                           | 1      | 1998            | 3 место (1962)                                 | 17                                    |
| Швейцария        | Европа, группа 2, 1 место                    | 14 октября 2009                | 9                           | 2      | 2006            | 1/4 финала (1934, 1938, 1954)                  | 13                                    |
| Словакия         | Европа, группа 3, 1 место                    | 14 октября 2009                | 1                           | 1      | дебют           | дебют                                          | 33                                    |
| Аргентина        | Южная Америка, 4 место                       | 14 октября 2009                | 15                          | 10     | 2006            | Чемпион (1978, 1986)                           | 6                                     |
| Гондурас         | Северная Америка, 3 место                    | 14 октября 2009                | 2                           | 1      | 1982            | Групповой турнир (1982)                        | 35                                    |
| Новая Зеландия   | Победитель стыковых матчей АФК-ОФК           | 14 ноября 2009                 | 2                           | 1      | 1982            | Групповой турнир (1982)                        | 83                                    |
| Нигерия          | Африка, группа B, 1 место                    | 14 ноября 2009                 | 4                           | 1      | 2002            | 1/8 финала (1994, 1998)                        | 32                                    |
| Камерун          | Африка, группа A, 1 место                    | 14 ноября 2009                 | 6                           | 1      | 2002            | 1/4 финала (1990)                              | 14                                    |
| Алжир            | Африка, группа C, 1 место                    | 18 ноября 2009                 | 3                           | 1      | 1986            | Групповой турнир (1982, 1986)                  | 29                                    |
| Греция           | Европа, победитель стыковых матчей           | 18 ноября 2009                 | 2                           | 1      | 1994            | Групповой турнир (1994)                        | 16                                    |
| Словения         | Европа, победитель стыковых матчей           | 18 ноября 2009                 | 2                           | 1      | 2002            | Групповой турнир (2002)                        | 49                                    |
| Португалия       | Европа, победитель стыковых матчей           | 18 ноября 2009                 | 5                           | 3      | 2006            | 3 место (1966)                                 | 10                                    |
| Франция          | Европа, победитель стыковых матчей           | 18 ноября 2009                 | 13                          | 4      | 2006            | Чемпион (1998)                                 | 9                                     |
| Уругвай          | Победитель стыковых матчей КОНКАКАФ-КОНМЕБОЛ | 18 ноября 2009                 | 11                          | 1      | 2002            | Чемпион (1930, 1950)                           | 25                                    |

- 1Для сборной Сербии в скобках приведены результаты с учётом выступлений сборных Югославии и Сербии и Черногории, преемником которых является Сербия.
- 2В 1930 матча за 3 место не проводилось. ФИФА считает сборную США занявшей 3 место, а сборную Югославии - 4 по суммарным показателям выступлений на турнире 1930 года.

## Европа (УЕФА)
Принимают участие 53 сборные, в финальный турнир выходят — 13. Напрямую выходят 9 победителей групп, а из 9 сборных, занявших вторые места в группах, одна выбывает из борьбы за место в финальном турнире (худшая по количеству набранных очков в группе, при этом матчи с командами, занявшими 6-е место в группе, не учитываются), а остальные 8 команд разбиваются на 4 пары и играют стыковые матчи, победители которых также выходят в финальный турнир. При жеребьёвке стыковых матчей был использован принцип посева на основе рейтинга ФИФА.
- Группа 1: победитель —  Дания, 2-е место —  Португалия
- Группа 2: победитель —  Швейцария, 2-е место —  Греция
- Группа 3: победитель —  Словакия, 2-е место —  Словения
- Группа 4: победитель —  Германия, 2-е место —  Россия
- Группа 5: победитель —  Испания, 2-е место —  Босния и Герцеговина
- Группа 6: победитель —  Англия, 2-е место —  Украина
- Группа 7: победитель —  Сербия, 2-е место —  Франция
- Группа 8: победитель —  Италия, 2-е место —  Ирландия
- Группа 9: победитель —  Нидерланды, 2-е место —  Норвегия

 Норвегия оказалась худшей из команд, занявших 2-е места, и не приняла участия в стыковых матчах.

### Стыковые матчи европейской зоны
Жеребьёвка стыковых матчей прошла 19 октября 2009 года в Цюрихе. Команды из первой четвёрки, посеянные на основе рейтинга ФИФА ( Франция,  Португалия,  Россия,  Греция) играли против команд второй четвёрки ( Украина,  Ирландия,  Босния и Герцеговина,  Словения).
Матчи состоялись 14 и 18 ноября 2009 года. Победители по сумме двух встреч в каждой паре квалифицировались в финальный турнир ЧМ. Первыми указаны хозяева первых матчей.
| Команда 1  | Итог       | Команда 2            | 1-й матч | 2-й матч       |
| ---------- | ---------- | -------------------- | -------- | -------------- |
| Ирландия   | 1:2        | Франция              | 0:1      | 1:1 (доп. вр.) |
| Португалия | 2:0        | Босния и Герцеговина | 1:0      | 1:0            |
| Греция     | 1:0        | Украина              | 0:0      | 1:0            |
| Россия     | 2:2 (г.в.) | Словения             | 2:1      | 0:1            |

## Южная Америка (КОНМЕБОЛ)
Принимали участие 10 сборных, в финальный турнир вышли лучшие 4, а сборная, занявшая 5-е место, сыграла стыковые матчи с 4-й сборной североамериканской зоны.
| Сборная   | И  | О  |
| --------- | -- | -- |
| Бразилия  | 18 | 34 |
| Чили      | 18 | 33 |
| Парагвай  | 18 | 33 |
| Аргентина | 18 | 28 |
| Уругвай   | 18 | 24 |
| Эквадор   | 18 | 23 |
| Колумбия  | 18 | 23 |
| Венесуэла | 18 | 22 |
| Боливия   | 18 | 15 |
| Перу      | 18 | 13 |

- Бразилия получила путёвку после 15 тура.
- Парагвай получил путёвку после 16 тура.
- Чили получил путёвку после 17 тура.
- Аргентина получила путёвку после 18 тура.
- Уругвай получил право сыграть в стыковых матчах с Коста-Рикой.

## Африка (КАФ)
Принимали участие 53 сборные, в финальный турнир вышли 5 победителей групп третьего этапа отборочного турнира. Кроме того,  ЮАР автоматически попала в финальную часть как организатор чемпионата.
- Группа A: победитель —  Камерун
- Группа B: победитель —  Нигерия
- Группа C: победитель —  Алжир
- Группа D: победитель —  Гана
- Группа E: победитель —  Кот-д’Ивуар

## Северная Америка (КОНКАКАФ)
Принимали участие 35 сборных, в финальный турнир вышли 3 лучших, и ещё одна сыграла стыковые матчи с 5-й сборной южноамериканской зоны.
| Сборная           | И  | О  |
| ----------------- | -- | -- |
| США               | 10 | 20 |
| Мексика           | 10 | 19 |
| Гондурас          | 10 | 16 |
| Коста-Рика        | 10 | 16 |
| Сальвадор         | 10 | 8  |
| Тринидад и Тобаго | 10 | 6  |

- США получили путёвку после 9 тура.
- Мексика получила путёвку после 9 тура.
- Гондурас получил путёвку после 10 тура.
- Коста-Рика получила право сыграть стыковые матчи с Уругваем.

## Азия (АФК)
Принимали участие 43 сборные, в финальный турнир вышли 4 лучших по итогам четвёртого этапа отборочного турнира (по 2 из каждой группы), и ещё одна сыграла стыковые матчи с  Новой Зеландией.
Группа A:
| Сборная    | И | О  |
| ---------- | - | -- |
| Австралия  | 8 | 20 |
| Япония     | 8 | 15 |
| Бахрейн    | 8 | 10 |
| Катар      | 8 | 6  |
| Узбекистан | 8 | 4  |

Группа B:
| Сборная           | И | О  |
| ----------------- | - | -- |
| Республика Корея  | 8 | 16 |
| КНДР              | 8 | 12 |
| Саудовская Аравия | 8 | 12 |
| Иран              | 8 | 11 |
| ОАЭ               | 8 | 1  |

### Стыковые матчи азиатской зоны
| Команда 1 | Итог       | Команда 2         | 1-й матч | 2-й матч |
| --------- | ---------- | ----------------- | -------- | -------- |
| Бахрейн   | 2:2 (г.в.) | Саудовская Аравия | 0:0      | 2:2      |

 Бахрейн победил за счёт голов, забитых на выезде, и получил право сыграть стыковые матчи с Новой Зеландией.

## Океания (ОФК)
Принимали участие 10 команд, победитель турнира получал право сыграть стыковые матчи с пятой командой азиатской зоны.
- Турнир выиграла  Новая Зеландия

## Стыковые матчи Азия — Океания
Пятая команда из зоны АФК —  Бахрейн, и победитель зоны ОФК —  Новая Зеландия, играют между собой два матча: дома и в гостях. Победитель выходит в финальный турнир.
| Бахрейн | 0:0   | Новая Зеландия |
| ------- | ----- | -------------- |
|         | Отчёт |                |

| Новая Зеландия | 1:0   | Бахрейн |
| -------------- | ----- | ------- |
| Фэллон 45′     | Отчёт |         |

 Новая Зеландия выиграла 1:0 по сумме двух встреч и вышла в финальный турнир.

## Стыковые матчи Северная Америка — Южная Америка
По одной команде из зон КОНКАКАФ (4-я команда) и КОНМЕБОЛ (5-я команда) играют между собой два матча: дома и в гостях. Победитель выходит в финальный турнир.
| Коста-Рика | 0:1   | Уругвай    |
| ---------- | ----- | ---------- |
|            | Отчёт | Лугано 21′ |

| Уругвай   | 1:1 | Коста-Рика  |
| --------- | --- | ----------- |
| Абреу 70′ |     | Сентено 74′ |

 Уругвай выиграл 2:1 по сумме двух встреч и вышел в финальный турнир.

## Скандалы

### Франция — Ирландия
Ирландцы были недовольны итогами игры в Париже в стыковых матчах против Франции. В первом матче французы победили 1:0. В ответном матче ирландцы забили гол и перевели игру в дополнительное время. Во время исполнения французами стандарта, после длинной передачи, адресованной Себастьяну Скиллачи, находившемуся в офсайде, мяч попал к Анри, который подыграл себе рукой и отдал голевую передачу Галласу. По итогам двух встреч французы победили 2:1. Недовольные ирландцы официально потребовали переиграть матч. Однако ФИФА отклонила протесты ФАИ. Дальнейшая просьба о допуске Ирландии как 33-й команды на ЧМ также была отклонена.

### Словения — Россия
Результат этого матча вызвал у фанатов сборной России не меньшее возмущение, чем у ирландцев результат гостевой игры с Францией. Сборная Словении в Мариборе выиграла у России со счётом 1:0, единственный гол забил форвард Златко Дедич. Однако российские фанаты были возмущены судейством норвежца Терье Хауге, который судил, по их мнению, в пользу Словении. Хауге удалил сначала Александра Кержакова за нападение на вратаря (удар ногой), завладевшего мячом. А затем и Юрия Жиркова за драку с человеком, не желавшим подать мяч. Основным же поводом для скандала стало то обстоятельство, что в спину Игоря Акинфеева был брошен посторонний предмет (до сих пор неизвестно, что это было: монета, зажигалка или складной нож), а матч не был приостановлен. Российские фанаты стали в Интернете распространять призывы с требованиями от переигровки матчей до дисквалификации Словении. Были отправлены протесты на сайт ФИФА с требованиями немедленной переигровки матча, однако, несмотря на требования и недовольство болельщиков, ни ФИФА, ни Йозеф Блаттер не отреагировали, тем самым, негласно отказав в переигровке. Впоследствии ходили неоправданные слухи о возможной переигровке на арене Бежиград, детали которой противоречили фактам.